# 즈베즈다 모듈
즈베즈다(러시아어: Звезда, "별"이라는 뜻)는 2000년 7월에 발사된 국제 우주 정거장의 핵심 모듈이다. 총 무게는 19,051 kg, 길이는 13.1 m, 날개폭은 29.7 m이다.

## 기관
즈베즈다에는 온도 조절, 공기 정화와 같은 생명 유지 장치, 전기 동력 분배 장치 및 비행 제어 장치와 지상과의 통신 장치를 가지고 있어서 우주 정거장에 인간이 거주할 수 있도록 하며, 러시아 우주인들의 숙식을 해주는 주거 공간이기도 하다. 식사도 여기서 하며, 화장실도 여기에 있다.

## 갤러리

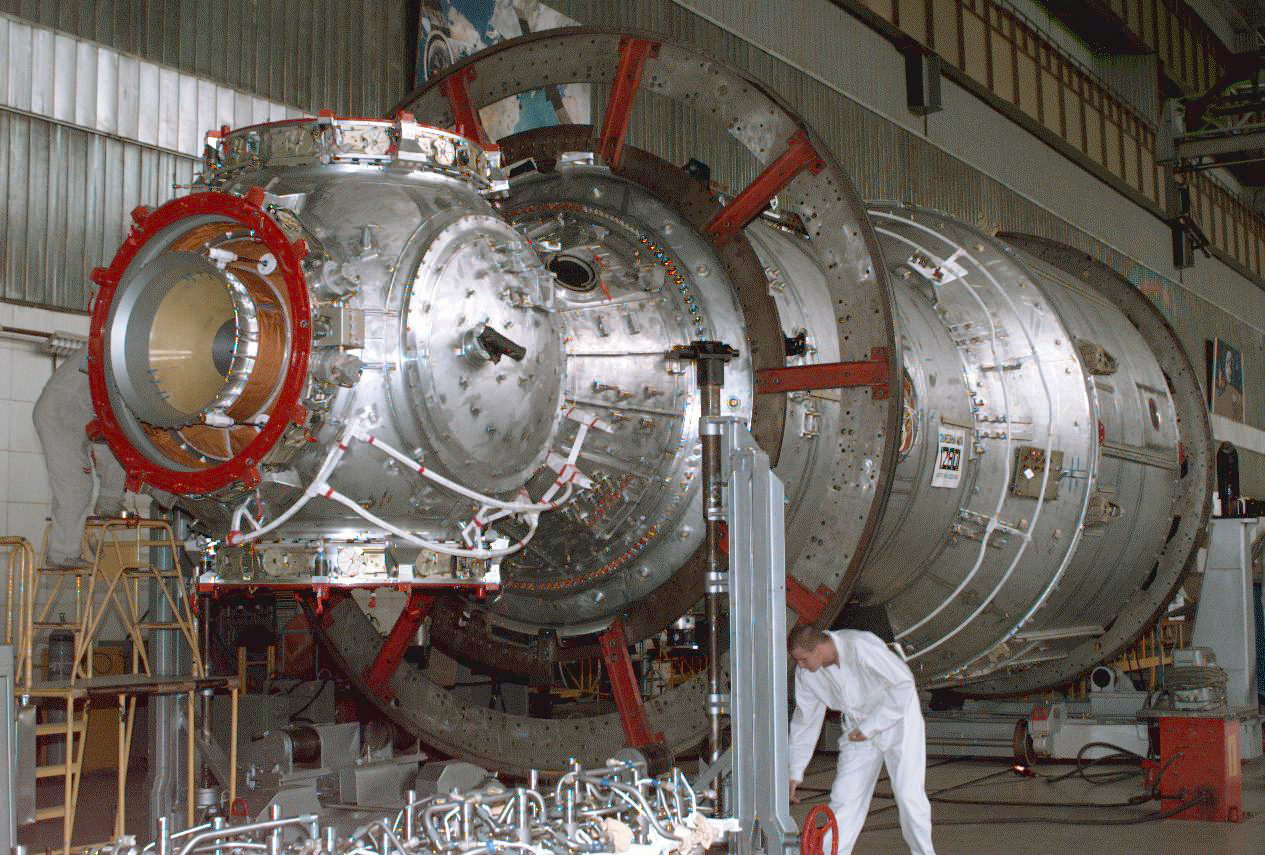
조립 중인 즈베즈다 모듈
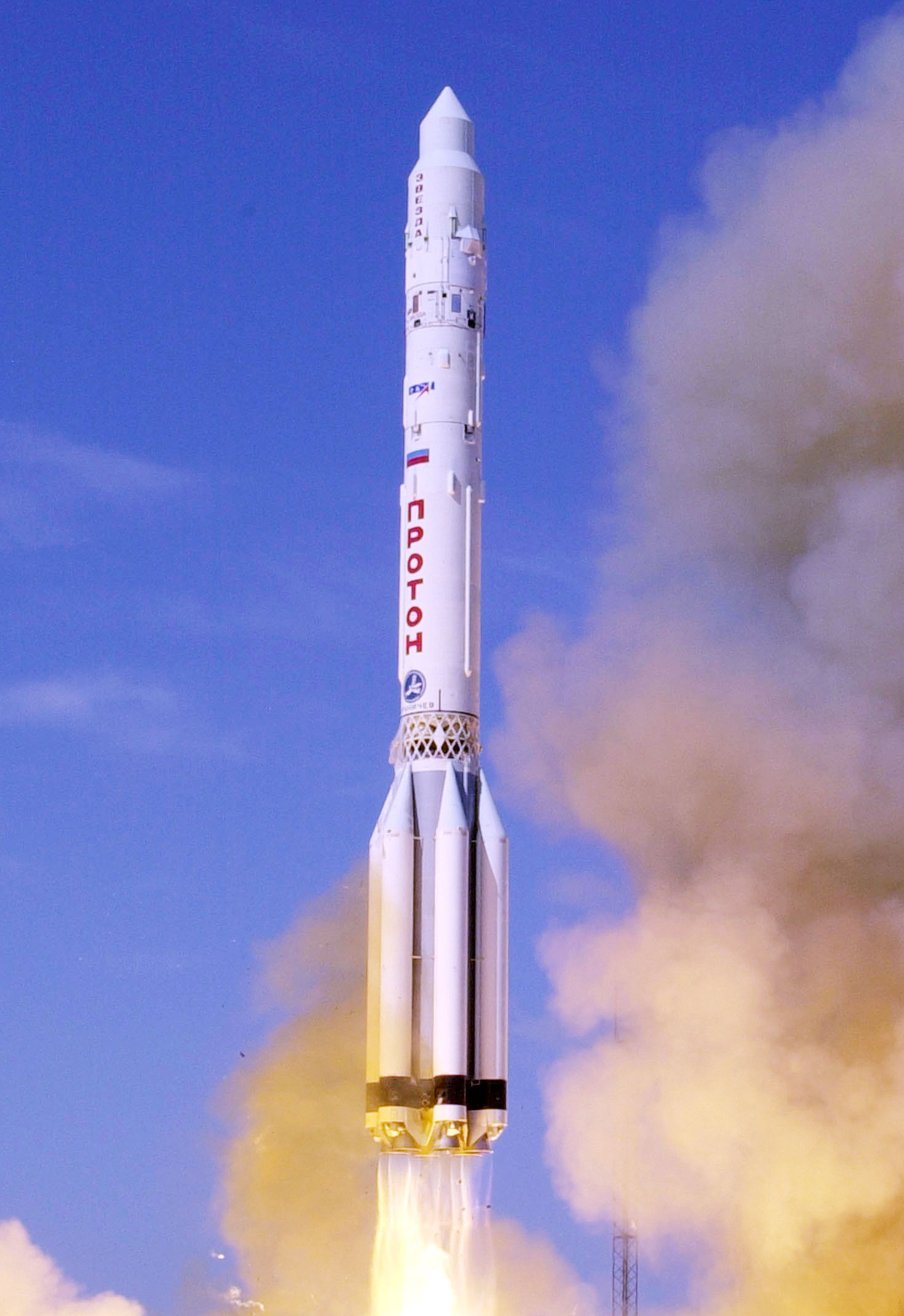
즈베즈다의 발사
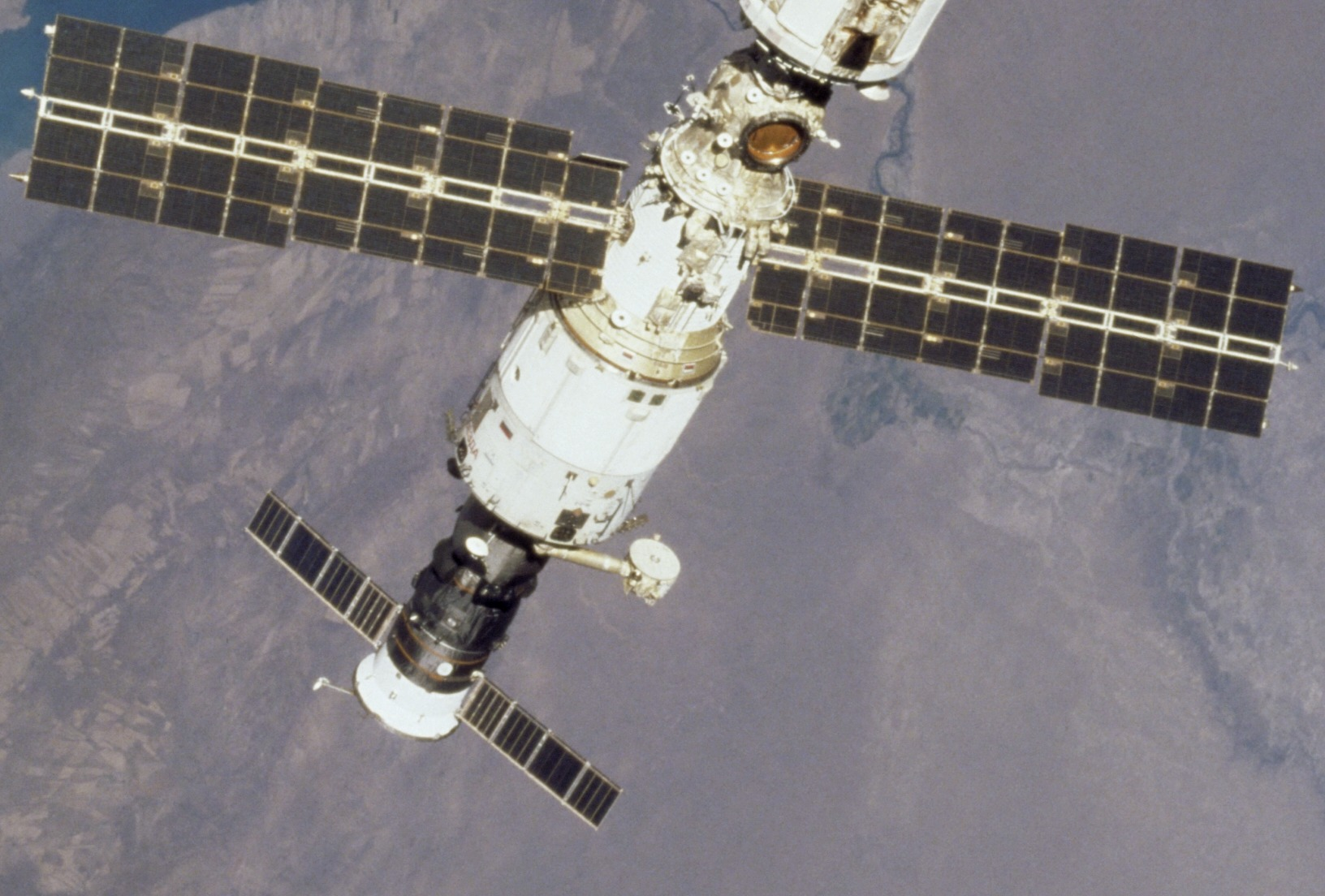
즈베즈다 모듈
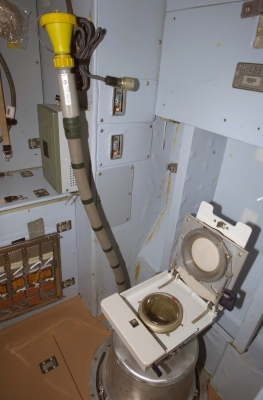
즈베즈다의 화장실